# Miasta w Meksyku
Według danych uzyskanych w wyniku spisu powszechnego z 2020 r. Meksyk posiadał:
- 1 miasto o populacji przekraczającej 2 mln. mieszkańców (stolica państwa – miasto Meksyk)
- 10 miast o populacji przekraczającej 1 mln mieszkańców
- 35 miast o populacji przekraczającej 500 tys. mieszkańców
- 131 miast o populacji przekraczającej 100 tys. mieszkańców
- 401 miast o populacji przekraczającej 15 tys. mieszkańców

## Największe miasta w Meksyku
Największe miasta w Meksyku według liczebności mieszkańców (stan na 15 marca 2020):
| Lp. | Miasto         | Stan                      | Ludność   |
| --- | -------------- | ------------------------- | --------- |
| 1.  | Meksyk         | Dystrykt Federalny Meksyk | 9 209 944 |
| 2.  | Tijuana        | Kalifornia Dolna          | 1 810 645 |
| 3.  | Ecatepec       | Meksyk                    | 1 643 623 |
| 4.  | León           | Guanajuato                | 1 579 803 |
| 5.  | Puebla         | Puebla                    | 1 542 232 |
| 6.  | Ciudad Juárez  | Chihuahua                 | 1 501 551 |
| 7.  | Guadalajara    | Jalisco                   | 1 385 621 |
| 8.  | Zapopan        | Jalisco                   | 1 257 547 |
| 9.  | Monterrey      | Nuevo León                | 1 142 952 |
| 10. | Nezahualcóyotl | Meksyk                    | 1 072 676 |

## Największe aglomeracje w Meksyku
Największe aglomeracje w Meksyku według liczebności mieszkańców (stan na 15 marca 2020):
| Lp. | Aglomeracja      | Stan                      | Ludność    |
| --- | ---------------- | ------------------------- | ---------- |
| 1.  | Meksyk           | Dystrykt Federalny Meksyk | 21 815 533 |
| 2.  | Monterrey        | Nuevo León                | 5 341 171  |
| 3.  | Guadalajara      | Jalisco                   | 5 268 642  |
| 4.  | Puebla           | Puebla                    | 3 199 530  |
| 5.  | Toluca           | Meksyk                    | 2 353 924  |
| 6.  | Tijuana          | Kalifornia Dolna          | 2 157 853  |
| 7.  | León             | Guanajuato                | 1 924 771  |
| 8.  | Querétaro        | Querétaro                 | 1 594 212  |
| 9.  | Ciudad Juárez    | Chihuahua                 | 1 512 450  |
| 10. | Comarca Lagunera | Coahuila                  | 1 434 283  |

## Alfabetyczna lista miast w Meksyku
Spis miast Meksyku powyżej 20 tys. mieszkańców według danych szacunkowych z 2010 r. (czcionką pogrubioną wydzielono miasta powyżej 1 mln):

### A
- Acámbaro, Guanajuato
- Acapulco, Guerrero
- Acajete, Veracruz
- Acatlán de Osorio, Puebla
- Acatlán de Juárez, Jalisco
- Acayucan, Veracruz
- Aconchi, Sonora
- Acuamanala, Tlaxcala
- Acatic, Jalisco
- Aguascalientes, w stanie Aguascalientes
- Agua Prieta, Sonora
- Aguililla, Michoacán
- Ahualulco de Mercado, Jalisco
- Altamira, Tamaulipas
- Altar, Sonora
- Altotonga, Veracruz
- Ameca, Jalisco
- Amecameca, Meksyk
- Angostura, Sinaloa
- Apodaca, Nuevo León
- Apetatitlán, Tlaxcala
- Apizaco, Tlaxcala
- Arandas, Jalisco
- Arivechi, Sonora
- Arizpe, Sonora
- Atil, Sonora
- Atotonilco El Alto, Jalisco
- Autlán de Navarro, Jalisco
- Ayotlán, Jalisco
- Álamos, Sonora

### B
- Bacadéhuachi, Sonora
- Bacanora, Sonora
- Badiraguato, Sinaloa
- Balancán, Tabasco
- Boca del Río, Veracruz

### C
- Cabo San Lucas, Kalifornia Dolna Południowa
- Cadereyta Jiménez, Nuevo León
- Calkiní, Campeche
- Camarón de Tejeda, Veracruz
- Campeche, w stanie Campeche,
- Cancún, Quintana Roo
- Candelaria, Campeche
- Catemaco, Veracruz
- Casas Grandes, Chihuahua
- Cárdenas, Tabasco
- Celaya, Guanajuato
- Celestún, Jukatan
- Champotón, Campeche
- Chetumal, Quintana Roo
- Choix, Sinaloa
- Cholula, Puebla
- Ciénega de Flores, Nuevo León
- Chihuahua w stanie Chihuahua
- Chilpancingo de los Bravo, Guerrero
- Chipilo, Puebla
- Ciudad de Armería, Colima
- Ciudad Constitución, Kalifornia Dolna Południowa
- Ciudad Cuauhtémoc, Chihuahua
- Ciudad del Carmen, Campeche
- Ciudad Juárez, Chihuahua
- Ciudad Lerdo, Durango
- Ciudad Madero, Tamaulipas
- Ciudad Mante, Tamaulipas
- Ciudad Obregón, Sonora
- Ciudad Victoria, Tamaulipas
- Coacalco, Meksyk
- Coatzacoalcos, Veracruz
- Colima w stanie Colima
- Comala, Colima
- Comalcalco, Tabasco
- Comarca Lagunera, Coahuila
- Concordia, Sinaloa
- Cosalá, Sinaloa
- Cotija, Michoacán
- Córdoba, Veracruz
- Cuautla, Jalisco
- Cuautla, Morelos
- Cuernavaca, Morelos
- Cunduacán, Tabasco
- Culiacán, Sinaloa

### D
- Durango, Durango
- Delicias, Chihuahua

### E
- El Fuerte, Sinaloa
- El Grullo, Jalisco
- Emiliano Zapata, Tabasco
- Ensenada, Kalifornia Dolna
- Escuinapa, Sinaloa
- Escárcega, Campeche
- Etzatlán, Jalisco

### F
- Felipe Carrillo Puerto, Quintana Roo
- Fresnillo, Zacatecas
- Frontera, Tabasco

### G
- García, Nuevo León
- Guamúchil, Sinaloa
- Guasave, Sinaloa
- Gómez Palacio, Durango
- Guadalajara, Jalisco
- Guadalupe, Zacatecas
- Guanajuato, Guanajuato
- Guaymas, Sonora

### H
- Hecelchakán, Campeche
- Hermosillo, Sonora
- Hidalgo del Parral, Chihuahua
- Hopelchén, Campeche
- Huejutla de Reyes, Hidalgo
- Huimanguillo, Tabasco

### I
- Iguala, Guerrero
- Irapuato, Guanajuato
- Isla Mujeres, Quintana Roo
- Izamal, Jukatan

### J
- Jalapa, Tabasco
- Jalpa de Méndez, Tabasco
- Jáltipan, Veracruz
- Jerez de García Salinas, Zacatecas
- Jesús María, Nayarit
- Jojutla, Morelos
- Jonuta, Tabasco
- José María Morelos, Quintana Roo
- Juárez, Nuevo León

### K
- Kantunilkín, Quintana Roo

### L
- La Cruz, Sinaloa
- La Paz, Kalifornia Dolna Południowa
- Lagos de Moreno, Jalisco
- Las Margaritas, Chiapas
- Lázaro Cárdenas, Michoacán
- Lampazos de Naranjo, Nuevo León
- León, Guanajuato
- Loreto, Kalifornia Dolna Południowa
- Los Cabos, Kalifornia Dolna Południowa
- Los Mochis, Sinaloa

### M
- Magdalena de Kino, Sonora
- Macuspana, Tabasco
- Manzanillo, Colima
- Matamoros
- Matehuala, San Luis Potosí
- Mapimí, Durango
- Marín, Nuevo León
- Mazatlán, Sinaloa
- Meksyk, Meksyk
- Mérida, Jukatan
- Mexicali, Kalifornia Dolna
- Mexticacán, Jalisco
- Metepec, Meksyk
- Minatitlán, Veracruz
- Mocorito, Sinaloa
- Monclova, Coahuila
- Monterrey, Nuevo León
- Montemorelos, Nuevo León
- Morelia, Michoacán

### N
- Nacajuca, Tabasco
- Naucalpan, Meksyk
- Navojoa, Sonora
- Navolato, Sinaloa
- Nezahualcóyotl
- Nogales, Sonora
- Nueva Rosita, Coahuila
- Nuevo Laredo
- Nuevo Casas Grandes, Chihuahua
- Nezahualcóyotl, Meksyk

### O
- Oaxaca
- Ocotlán, Jalisco
- Ocotlán, Tlaxcala
- Ocosingo, Chiapas
- Orizaba, Veracruz

### P
- Pabellón de Arteaga, Aguascalientes
- Pachuca, Hidalgo
- Palenque, Chiapas
- Palizada, Campeche
- Pánuco, Veracruz
- Paraíso, Tabasco
- Parras de la Fuente, Coahuila
- Pátzcuaro, Michoacán
- Perote, Veracruz
- Piedras Negras, Coahuila
- Playa del Carmen, Quintana Roo
- Poza Rica, Veracruz
- Puebla, Puebla
- Puerto Escondido, Oaxaca
- Puerto Vallarta, Jalisco
- Puerto Peñasco, Sonora

### Q
- Querétaro, Querétaro

### R
- Reynosa, Tamaulipas
- Rosario, Sinaloa
- Rosarito, Kalifornia Dolna

### S
- Sabinas, Coahuila
- Salamanca, Guanajuato
- Saltillo, Coahuila
- Santa Ana Chiautempan, Tlaxcala
- Santa Catarina, Nuevo León
- Santa Rosalía, Kalifornia Dolna Południowa
- Santiago Ixcuintla, Nayarit
- Santiago Tianguistenco, Meksyk
- Santiago, Nuevo León
- San Felipe, Kalifornia Dolna
- San Ignacio, Sinaloa
- San José del Cabo, Kalifornia Dolna Południowa
- San Juan Chamula, Chiapas
- San Juan del Río, Querétaro
- San Cristóbal de las Casas, Chiapas
- San Luis Potosí, San Luis Potosí
- San Luis Río Colorado, Sonora
- San Miguel de Allende, Guanajuato
- San Miguel de Cozumel, Quintana Roo
- San Nicolás de los Garza, Nuevo León
- Sinaloa de Leyva, Sinaloa
- Sisal, Jukatan

### T
- Tacotalpa, Tabasco
- Tampico
- Taxco de Alarcón, Guerrero
- Teapa, Tabasco
- Texcoco, Meksyk
- Tenabo, Campeche
- Tequesquitengo, Morelos
- Tapachula, Chiapas
- Tehuacán, Puebla
- Tecate, Kalifornia Dolna
- Tecomán, Colima
- Tenosique de Pino Suárez, Tabasco
- Tepic, Nayarit
- Tepatitlán, Jalisco
- Tequila, Jalisco
- Temixco, Morelos
- Tijuana, Kalifornia Dolna
- Tlacotalpan, Veracruz
- Tlahualilo de Zaragoza, Durango
- Tlalnepantla de Baz, Meksyk
- Tlaquepaque, Jalisco
- Tlaxcala, Tlaxcala
- Todos Santos, Kalifornia Dolna Południowa
- Toluca, Meksyk
- Tonalá, Jalisco
- Torreón, Coahuila
- Totatiche, Jalisco
- Tula, Hidalgo
- Tulancingo, Hidalgo
- Tuxpan, Veracruz
- Tuxtla Gutiérrez, Chiapas
- Tzintzuntzan, Michoacán

### U
- Uruapan, Michoacán

### V
- Valparaíso, Zacatecas
- Veracruz, Veracruz
- Villa de Álvarez, Colima
- Villa de Guadalupe, Nuevo León
- Villahermosa, Tabasco

### X
- Xalapa-Enríquez, Veracruz
- Xpujil, Campeche

### Z
- Zacatecas, Zacatecas
- Zapopan, Jalisco
- Zapotiltic, Jalisco
- Zihuatanejo, Guerrero